# گربه‌های وحشی (فیلم ۱۹۸۶)
گربه‌های وحشی (به انگلیسی: Wildcats) یک فیلم کمدی و ورزشی آمریکایی محصول سال ۱۹۸۶ به کارگردانی مایکل ریچی با بازی گلدی هان، جیمز کیچ و سوزی کرتز است. این اولین فیلم «وسلی اسنایپس»، «کوین ریدر» و «وودی هارلسون» می‌باشد.

## فیلمبرداری
این فیلم برای برخی از صحنه‌های خود از استادیوم فوتبال دبیرستان کالج آمادگی لیان استفاده کرد.